# Passiflora trisulca
Passiflora trisulca är en passionsblomsväxtart som beskrevs av Maxwell Tylden Masters. Passiflora trisulca ingår i släktet passionsblommor, och familjen passionsblomsväxter. Inga underarter finns listade i Catalogue of Life.